# Charles-Édouard Brown-Séquard
Pour les articles homonymes, voir Brown-Séquard et Brown.
Charles-Édouard Brown-Séquard, né le 8 avril 1817 à Port-Louis (île Maurice) et mort le 2 avril 1894 à Sceaux (France), est un physiologiste et neurologue français, né sujet de l'Empire britannique.

## Biographie
De père américain (Brown) et de mère française (Séquard), Brown-Séquard est né à l'île Maurice au début de l'administration britannique. Il est donc sujet de l'Empire britannique. Son père disparaît en mer avant sa naissance, il est donc élevé par sa mère dans la culture française, l'île étant francophone (il a appris l'anglais tard et le parlait avec un fort accent), et aimait accoler le nom de jeune fille de sa mère au sien. Mais en raison de sa nationalité, il a toujours eu du mal à trouver un poste à sa mesure en France, où il a pourtant publié des travaux qui ont fait sa gloire. Il a finalement été admis au Collège de France à la suite de Claude Bernard après avoir obtenu sa naturalisation française et la reconnaissance officielle du nom « Brown-Séquard ».
Ses multiples voyages (dizaines de traversées pour l'île Maurice, Paris, Londres, Dublin, États-Unis, où il a occupé de multiples postes) reflètent cette nationalité incertaine. Après sa naturalisation, il ne quitta plus la France.
Charles-Édouard Brown-Séquard fait ses études de médecine à Paris. En 1846, il retourne à l'île Maurice pour y pratiquer. Il se rend ensuite en Amérique du Nord en 1852, puis à Paris, et enfin à Londres en 1859. Il y devient médecin à l'hôpital national pour les paralysés et les épileptiques (National Hospital for the Paralysed and Epileptic), où il se fait connaître pour ses cours sur les pathologies du système nerveux.
En 1864, il retourne aux États-Unis pour y être professeur de physiologie et de neuropathologie à Harvard. Ce poste est abandonné en 1867, et il devient professeur à la faculté de médecine de Paris en 1869. En 1873, il pratique la médecine à New York. De retour en France, il succède à Claude Bernard en 1878 à la chaire de médecine expérimentale au Collège de France. Il est élu membre de l'Académie des sciences en 1886.

## Travaux

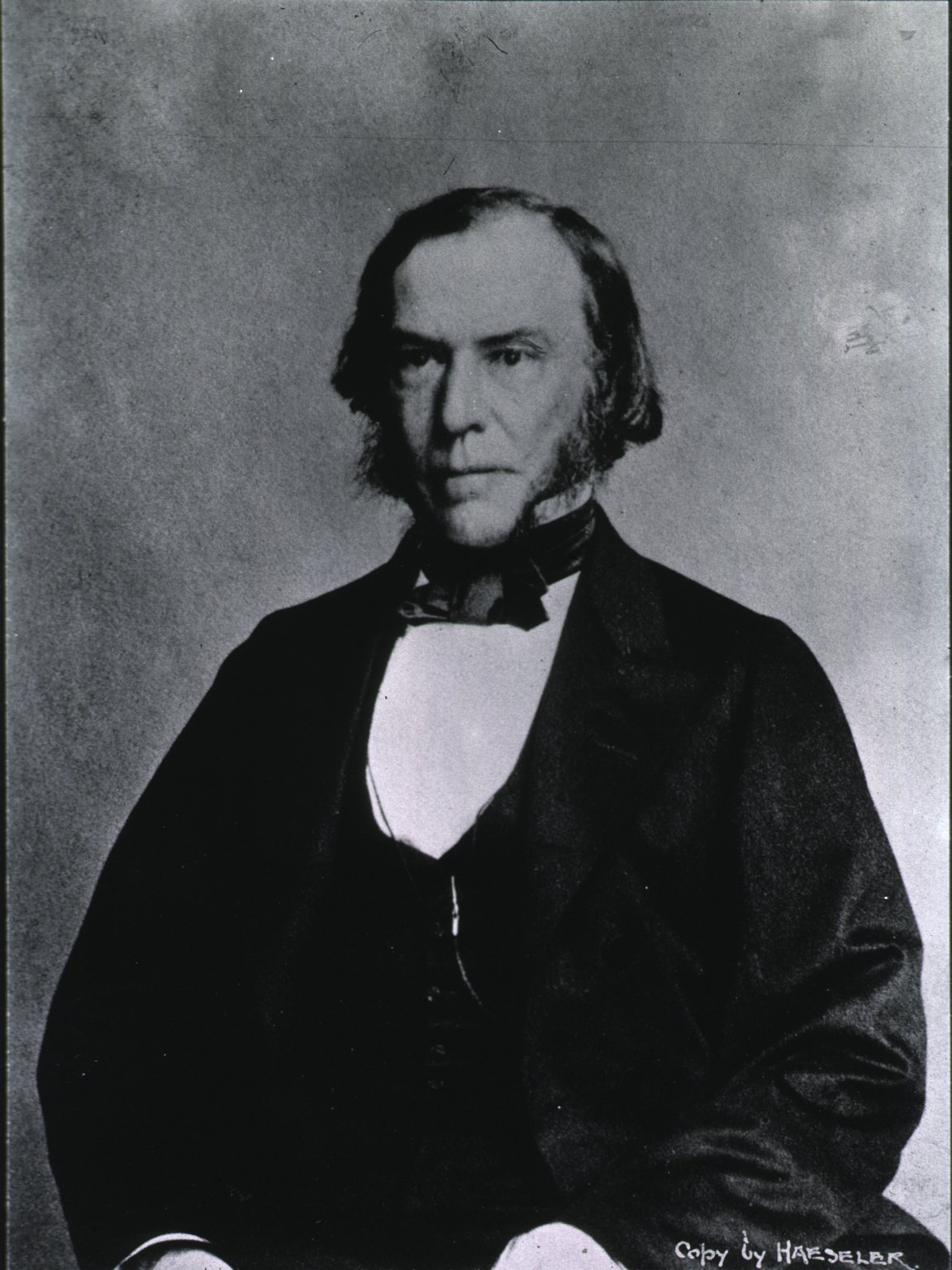
Charles-Édouard Brown-Séquard.

Charles-Édouard Brown-Séquard fut surtout un expérimentateur. Il participa notamment à l'étude du sang et de la chaleur animale.
Il travailla aussi sur le système nerveux, notamment la moelle épinière, montrant qu'elle est composée d'un faisceau de nerfs. On nomma à la suite de ses travaux le syndrome de Brown-Séquard, qui correspond à une hémisection de la moelle épinière.
Il étudia aussi les sécrétions internes des organes, ce qui permit de développer des traitements contre le myxœdème.
Par ses pratiques autant que par sa constante instabilité géographique et académique, il fait figure de savant hors normes. Il fut le modèle du savant fou dans une nouvelle de Villiers de l'Isle-Adam. Par exemple, il tentait de redonner la vie à des têtes coupées de condamnés à mort en leur injectant du sang. Pour étudier les propriétés des tissus, il greffe la queue d'un chat sur la crête d'un coq, ou une deuxième tête à des chiens. À l'île Maurice, lors d'une épidémie de choléra où il tente avec acharnement de sauver le plus possible de vies, il mange des déjections de malades, puis attend les symptômes, et prend du laudanum pour mesurer son efficacité. il écrit une cinquantaine de publications cliniques sur son propre cas, en les attribuant à des patients imaginaires[réf. souhaitée]. Il est un fervent partisan de l'hérédité des caractères acquis, et tente de prouver l'hérédité de certaines lésions, accidents ou maladies comme l'épilepsie. Ces derniers travaux auront une forte influence sur l'opinion de Charles Darwin sur le sujet.
En 1889 à la fin de sa carrière, constatant une baisse de sa vigueur sexuelle et de sa force musculaire, il réalise une injection hypodermique d'extraits de testicule de chien et de cochon d'Inde et décrit lors d'une réunion scientifique la variété d'effets bénéfiques qu'il en a tirée. Il commercialise alors ces extraits testiculaires sous forme d'une solution, la « séquardine », grâce à laquelle il prétend pouvoir prolonger la vie humaine. Son remède est tourné en dérision par les scientifiques qui le baptisent « élixir de Brown-Séquard ». De plus, aujourd'hui encore, ses résultats sont énormément contestés, en effet les testicules produisent la testostérone mais ne la stockent pas. Certains diront donc que c'était un simple  effet placebo, mais d'autres en doutent car un testicule frais contient bien des hormones. Dans tous les cas, ses expériences auront un grand impact sur les recherches futures. Mais comme le signale le biologiste Jean-Didier Vincent "Ce n'est ni la première ni la dernière fois qu'une hypothèse juste est vérifiée par des résultats faux".
Ce type d'expérience eut pourtant beaucoup de succès et encore au XXe siècle, plusieurs savants ont prétendu avoir découvert l'élixir de jeunesse, comme Voronov, ou plus récemment Giles Brindley (en).
Brown-Séquard publie principalement dans les Archives de physiologie normale et pathologique, revue qu'il contribue à fonder en 1868 avec Charcot et Vulpian. Il est le fondateur et le directeur du Journal de la physiologie de l'homme et des animaux, publié entre 1858 et 1863 à Paris.

## Éponymie
- syndrome de Brown-Séquard[10] ;
- élixir de Brown-Séquard ;
- méthode de Brown-Séquard[11],[12],[13] ;
- esthésiomètre de Brown-Séquard[14].

## Œuvres et publications
- Recherches et expériences sur la physiologie de la moelle épinière [thèse pour le doctorat en médecine présentée à la faculté de médecine de Paris le 3 janvier 1846], Rignoux (Paris), 1846, 32 p. [lire en ligne].
- « Æsthésiomètre », dans Dictionnaire encyclopédique des sciences médicales, première série, A-E. T. deuxième, ADH-ALG / publ. sous la dir. de Raige-Delorme et A. Dechambre [puis de] A. Dechambre [puis de] L. Lereboullet ; L. Hahn secrétaire de la dir. [puis] directeur-adjoint, Masson (Paris), P. Asselin (Paris), [puis] Asselin et Houzeau (Paris), 1864-1888, p. 47-49, lire en ligne sur Gallica.
- (en) Experimental researches applied to physiology and pathology, H. Bailliere (New York), 1853, 124 p. [lire en ligne].
- Deux mémoires sur la physiologie de la moelle épinière, E. Thunot et Cie (Paris), 1855, 41 p. [lire en ligne].
- Notice sur les travaux de M. E. Brown-Séquard D. M. P., Martinet (Paris) 1855, 46 p. [lire en ligne].
- (en) Course of Lectures on the Physiology and Pathology of the Central Nervous System, Collins (Philadelphia), 1860, 276 p. [lire en ligne].
- (en) Lectures on the Diagnosis and Treatment of the Principal Forms of Paralysis of the Lower Extremities, Williams and Norgate (London), 1861, 118 p. [lire en ligne].
- Leçons sur le diagnostic et le traitement des principales formes de paralysie des membres inférieurs (2e édition), Traduction de l'anglais (US) par Richard Gordon, V. Masson et fils (Paris), 1865, 1 vol. (229 p.), in-8, lire en ligne sur Gallica.
- (en) Lectures on the Diagnosis and Treatment of Functional Nervous Affections, J. B. Lippincott (Philiadelphia), 1868, 89 p. [lire en ligne].
- Leçons sur les nerfs vaso-moteurs, l'épilepsie et sur les actions réflexes, normales et morbides, traduction de l'anglais (US) par Joseph-Marie-Alfred Beni-Barde, G. Masson (Paris), 1872, 1 vol. (X-211 p.), in-8°, lire en ligne sur Gallica.
- Notice sur les travaux scientifiques de M. C.E. Brown-Séquard, G. Masson (Paris), 1878 [lire en ligne].
- Notice sur les travaux scientifiques de M. C.E. Brown-Séquard, G. Masson (Paris), 1881 [lire en ligne].
- « Note on the effects produced on man by subcutaneous injections of a liquid obtained from the testicles of animals », dans Lancet, no 2 1889, p. 105-107.
- Exposé des effets produits chez l'homme par des injections sous-cutanées d'un suc retiré des testicules d'animaux vivants ou venant de mourir, G. Masson (Paris), 1890.
- Recherches expérimentales sur la transmission croisée des impressions sensitives.

## Hommage
Il existe une rue Brown-Séquard à Paris dans le 15e arrondissement. Il existe aussi une avenue Brown-Séquard à Nice dans le quartier de Cimiez. L'hôpital Brown-Sequard Mental Hospital a l'ile Maurice fut baptisé après lui. La Société philatélique de l'Ile Maurice a émis un timbre, pour le centenaire de sa mort en 1994.